# Corrente dominante
A corrente dominante ou convencional, também conhecida pelo anglicismo mainstream, é a corrente de pensamento mais comum ou generalizada no contexto de determinada cultura. A corrente dominante inclui toda a cultura popular e cultura de massa, as quais são difundidas pelos meios de comunicação de massa. É diferente de subcultura ou contracultura e o oposto de fenômenos de culto e teorias marginais. O termo é, por vezes, usado de forma pejorativa por subculturas que consideram a corrente dominante não só exclusiva, mas inferior em termos estéticos e artísticos.

## Definição
Geralmente, é usado para definir:
- algo que é comum e/ou muito usual;
- algo que é familiar às massas;
- algo que está disponível ao público geral;
- algo que tem apelo comercial.

## Na mídia
A expressão "grande mídia", ou "mídia de massa", é, geralmente, aplicada a publicações impressas, como jornais e revistas, que contêm o maior público entre o público total, junto com a televisão e estações de rádio que contêm a maior visualização e público ouvinte, respectivamente. Isto está em contraste com diversas publicações independentes, como jornais semanais alternativos, revistas especializadas em diversas organizações e empresas, e várias fontes electrónicas, tais como podcasts e blogues (apesar de alguns blogues serem mais populares do que outros devido à sua associação com uma fonte, tendência ou corrente).

## Na música
A música mainstream denota a que é familiar e inofensiva para as massas e oferece muita familiaridade e pouca experimentação, tanto na musicalidade quanto nos temas abordados em suas letras. Exemplos de estilos musicais comumente tidos como pertencentes ao mainstream são: música popular em geral, música pop, rap, urban contemporary e soft rock. Um estilo pode ser adaptado para tocar em grandes festivais e na mídia, ou seja, ele pode adquirir novos elementos tirados de outros estilos, tornando-se, então, aceitável e comercial. O jazz mainstream, por exemplo, é, geralmente, visto como uma evolução do bebop, que foi, inicialmente, considerado como radical. 